# Дан Ніл
Даніел Ніл (англ. Daniel Neil, нар. 13 грудня 2001, Саут-Шилдс, Англія) — англійський футболіст, півзахисник клубу «Сандерленд».

## Ігрова кар'єра

### Клубна
Дан Ніл є вихованцем клубної академії «Сандерленда». У 2018 році футболіст був переведений до першої клубної команди. 2 березня 2021 року у матчі Першої ліги проти «Свіндон Таун» Ніл дебютував на професійному рівні.
В січні 2021 року Дан Ніл отримав нагороду "Молодий гравець місяця". Після цього футболіста деякий час пов'язували трансферами з клубами Прем'єр-ліги «Бернлі» та «Астон Вілла».

### Збірна
З 2021 по 2022 роки Дан Ніл провів три гри в складі збірної Англії (U-20).

## Досягнення
Сандерленд
- Трофей Футбольної ліги: 2020/21[7]

Індивідуальні
- Молодий гравець місяця Першої ліги: грудень 2021